# Лондейл (Каліфорнія)
Лондейл (англ. Lawndale) — місто (англ. city) в США, в окрузі Лос-Анджелес штату Каліфорнія. Населення — 31 807 осіб (2020).

## Географія
Лондейл розташований за координатами 33°53′18″ пн. ш. 118°21′11″ зх. д. / 33.88833° пн. ш. 118.35306° зх. д. (33.888422, -118.353138).  За даними Бюро перепису населення США в 2010 році місто мало площу 5,11 км², уся площа — суходіл.

## Демографія
Згідно з переписом 2010 року, у місті мешкало 32 769 осіб у 9681 домогосподарстві у складі 7161 родини. Густота населення становила 6409 осіб/км².  Було 10151 помешкання (1985/км²).
Расовий склад населення:
| - 43,6 % — білих - 10,1 % — чорних або афроамериканців - 10,0 % — азіатів - 1,1 % — вихідців з тихоокеанських островів - 0,9 % — корінних американців - 28,6 % — осіб інших рас |

До двох чи більше рас належало 5,7 %. Частка іспаномовних становила 61,0 % від усіх жителів.
За віковим діапазоном населення розподілялося таким чином: 27,2 % — особи молодші 18 років, 65,9 % — особи у віці 18—64 років, 6,9 % — особи у віці 65 років та старші. Медіана віку мешканця становила 31,9 року. На 100 осіб жіночої статі у місті припадало 101,3 чоловіків;  на 100 жінок у віці від 18 років та старших — 100,6 чоловіків також старших 18 років.
Середній дохід на одне домашнє господарство  становив 60 634 долари США (медіана — 47 540), а середній дохід на одну сім'ю — 61 291 долар (медіана — 48 639). Медіана доходів становила 35 163 долари для чоловіків та 31 734 долари для жінок. За межею бідності перебувало 17,8 % осіб, у тому числі 21,5 % дітей у віці до 18 років та 16,2 % осіб у віці 65 років та старших.
Цивільне працевлаштоване населення становило 15 987 осіб. Основні галузі зайнятості: мистецтво, розваги та відпочинок — 21,2 %, освіта, охорона здоров'я та соціальна допомога — 13,6 %, науковці, спеціалісти, менеджери — 11,6 %, роздрібна торгівля — 10,4 %.